# マイケル・ファラデー賞
マイケル・ファラデー賞（Michael Faraday Prize）は王立協会から授与される科学の賞。1986年から毎年、イギリスで大衆への科学普及に尽くした科学者、工学者に与えられる。
受賞者には、受賞講演の際に王立協会の会長から2500ポンドと銀メッキのメダルが贈られる。

## 過去の受賞者
- 1986年: Charles Taylor
- 1987年: ピーター・メダワー
- 1988年: Christopher Zeeman
- 1989年: Colin Blakemore
- 1990年: リチャード・ドーキンス
- 1991年: ジョージ・ポーター
- 1992年: Richard Gregory
- 1993年: Ian Fells
- 1994年: Walter Bodmer
- 1995年: イアン・スチュアート
- 1996年: Steve Jones
- 1997年: David Phillips
- 1998年: スーザン・グリーンフィールド
- 1999年: Robert Winston
- 2000年: Lewis Wolpert
- 2001年: ハロルド・クロトー
- 2002年: Paul Davies
- 2003年: デイビッド・アッテンボロー
- 2004年: マーティン・リース
- 2005年: Fran Balkwill
- 2006年: Richard Fortey
- 2007年: Jim Al-Khalili
- 2008年: ジョン・D・バロウ
- 2009年: マーカス・デュ・ソートイ
- 2010年: ジョスリン・ベル・バーネル
- 2011年: コリン・ピリンジャー
- 2012年: ブライアン・コックス
- 2013年: Frank Close
- 2014年: Andrea Sella
- 2015年: Katherine Willis
- 2016年: Nick Lane
- 2017年: Mark Miodownik
- 2018年: Danielle George
- 2019年: マーティン・ポリアコフ
- 2020年: David Spiegelhalter
- 2021年: Sophie Scott
- 2022年: Monica Grady
- 2023年: Anil K. Seth
- 2024年: Salim Abdool Karim